# Mir Mosawwer

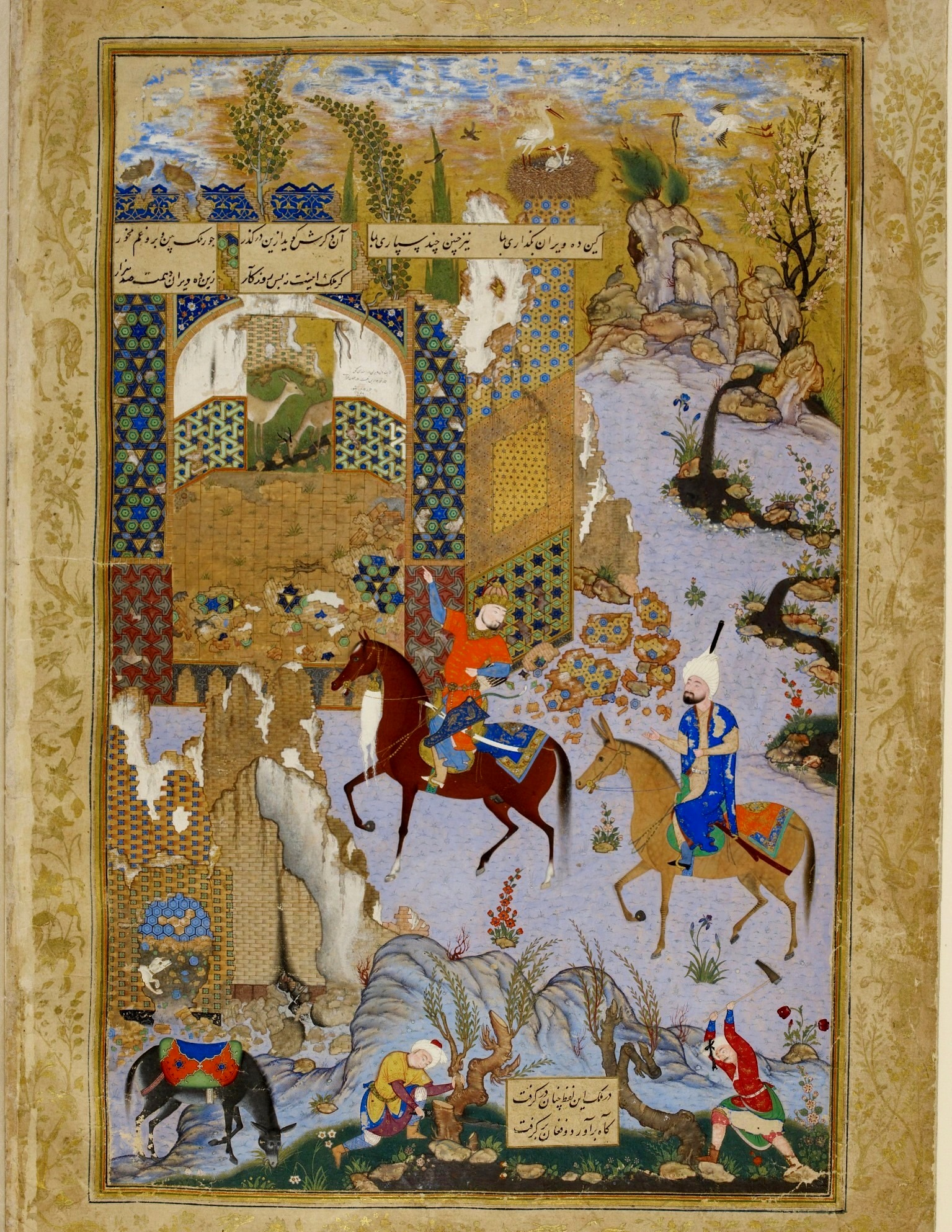
Nuszirwan słuchający pohukujących sów w ruinach pałacu, miniatura z kopii Chamsy Nezamiego sporządzonej dla szacha Tahmaspa w latach 1539–1543. Sygnatura artysty ma postać ledwo widocznej inskrypcji na ścianie ejwanu: „Raduj serca te jałowe z rozkoszy wyzutych ludzi;/Nie masz w świecie ruin gmachu, co większy by zachwyt budził./Napisał Mir Mosawwer w roku 964"”Biblioteka Brytyjska

Mir Mosawwer, pers. میرمصور (ur. pod koniec XV wieku w Termezie lub Badachszanie, zm. ok. 1555 w Indiach) – irański malarz związany z dworem szacha Tahmaspa (1522–1576), pod koniec życia w służbie Humajuna (1530–1556).

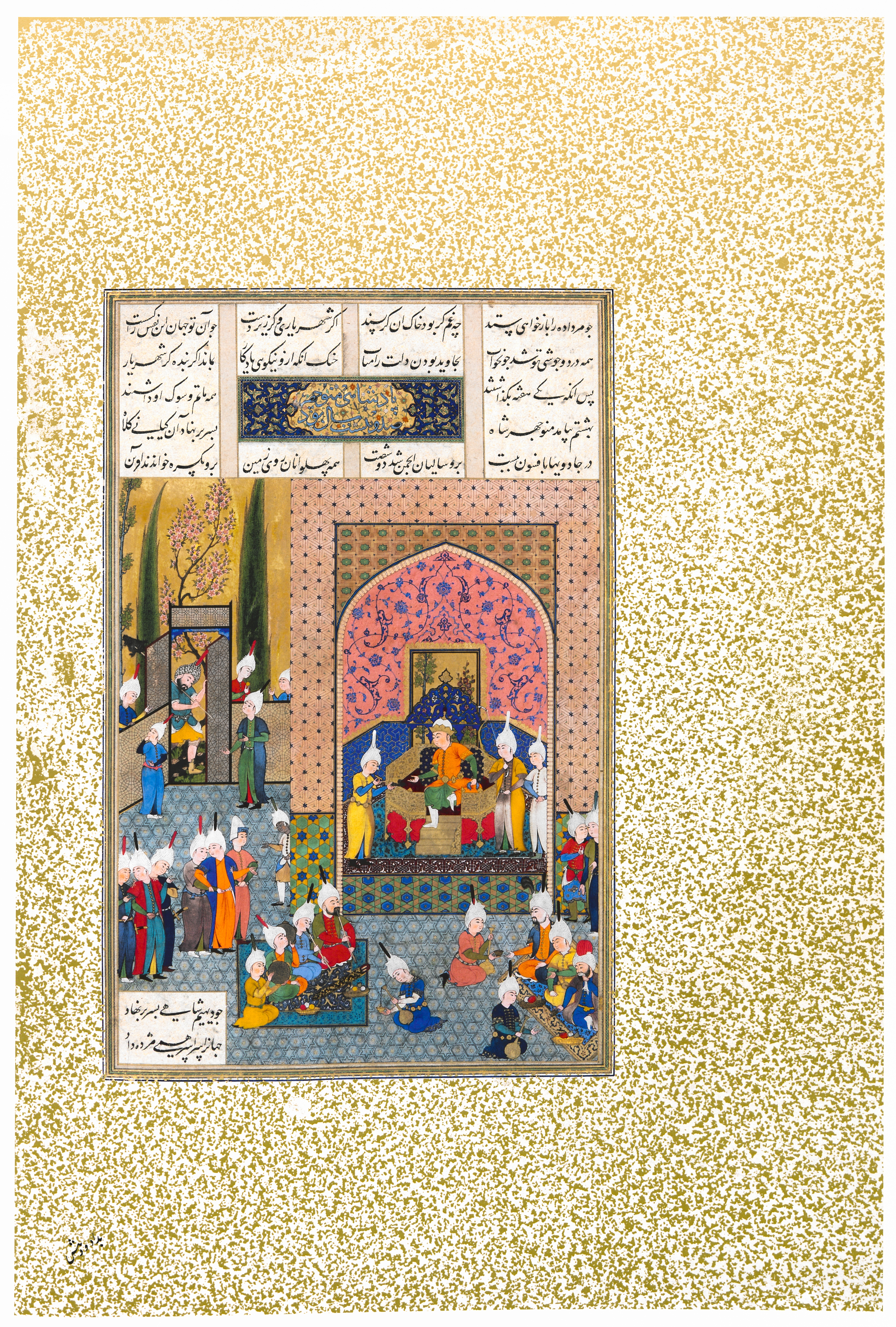
Manuczehr zasiadający na tronie, miniatura z Szahname szacha Tahmaspa wykonanej w latach ok. 1525 do ok. 1535. Kolekcja prywatna

Współczesny mu Dust Mohammad wymienia go jako wykonawcę, wspólnie z Agha Mirakem, malarstwa na ścianach pałacu Bahrama Mirzy w Tebrizie, oraz jednego z malarzy królewskich rękopisów Szahname (tzw. Szahname szacha Tahmaspa) oraz Chamsy Nezamiego (Biblioteka Brytyjska, Or. 2265). Jego sygnatury znajdują się na miniaturach Manuczehr zasiadający na tronie (fol. 60v) z Szahname szacha Tahamaspa oraz Nuszirwan słuchający pohukujących sów w ruinach pałacu (fol. 15v) ze wspomnianej powyżej Chamsy Nezamiego. Na portrecie dworskiego szafarza Sarchan Bega (Muzeum Brytyjskie, 1930–11–12–02) znajduje się inskrypcja wskazująca na autorstwo Mir Mosawwera.
Opierając się na tych sygnaturach i atrybucjach Dickson i Welch zrekonstruowali jego biografię. Według nich po namalowaniu jednej z miniatur w rękopisie Guj u Czogan Arefiego (Rosyjska Biblioteka Narodowa, Dorn 441, fol. 59r) wykonanym w Tebrizie w 1524/25 i kolejnej w kopii Chamsy Nezamiego (Metropolitan Museum of Art, 13.228.7, fol. 321v) przepisanej w tym samym roku w Heracie Mir Mosawwer poświęcił się pracy nad Szahname szacha Tahmaspa. Dickson i Welch przypisują mu osiem miniatur z tego rękopisu, w tym Koszmar nocny Zahhaka, najbardziej złożoną kompozycję manuskryptu, przy czym przyjmują, że przejął on przewodnictwo nad wykonaniem Szahname po Soltanie Mohammadzie, nadzorując i poprawiając pracę innych.
Jego styl jest bliższy szkole herackiej, niż tebryskiej, co objawia się w subtelnej modulacji kolorów, przejętym od Behzada zamiłowaniu do architektonicznego detalu, który często służy jako podstawa kompozycji, oraz wielkim zainteresowaniu dokładnym odtwarzaniem wszelkich rzeczy, od wzorów tkanin po naczynia, narzędzia i broń, a także meble. Jego obrazy charakteryzuje przy tym niezwykła precyzja linii oraz harmonia barw. Według safawidzkich kronikarzy w późniejszym okresie życia popadł w niełaskę, co mogło się wiązać z utratą zainteresowania przez szacha artystycznym patronatem. Kadi Ahmed twierdzi, iż kiedy w 1544 Humajun był obecny na safawidzkim dworze zaoferował tysiąc tumenów za Mir Mosawwera. Ta oferta skusiła jego syna, Mir Sejjeda, zaś w 1548 podążył za nim także ojciec. Precyzyjny, skrupulatny styl malarski Mir Mosawwera i jego syna wywarł wielki wpływ na kształtujące się właśnie malarstwo mogolskie.